# Stara Rudówka
Stara Rudówka [ˈstara ruˈdufka] (deutsch Alt Rudowken, 1939 bis 1945 Hammerbruch) ist ein Dorf in der polnischen Woiwodschaft Ermland-Masuren und gehört zur Stadt- und Landgemeinde Ryn (Rhein) im Powiat Giżycki (Kreis Lötzen).

## Geographische Lage
Stara Rudówka liegt in der östlichen Mitte der Woiwodschaft Ermland-Masuren. Bis zur früheren Kreisstadt Sensburg (polnisch Mrągowo) sind es 24 Kilometer in südwestlicher Richtung, bis zur jetzigen Kreismetropole Giżycko (deutsch Lötzen) 14 Kilometer in nordöstlicher Richtung, und die Stadt Ryn (Rhein) liegt sieben Kilometer weiter östlich.

## Geschichte
Das kleine, bis 1785 Rudowken (ohne Zusatz) und erst danach Alt Rudowken genannte kleine Dorf wurde im Jahre 1550 gegründet. Im Jahre 1818 wurde Alt Rudowken als   Bauerndorf mit 37 Feuerstellen und 213 Seelen erwähnt.
Zwischen 1874 und 1945 war es in den Amtsbezirk Schimonken (polnisch Szymonka) eingegliedert, der – 1938 in „Amtsbezirk Schmidtsdorf“ umbenannt – zum Kreis Lötzen im Regierungsbezirk Gumbinnen (1905 bis 1945: Regierungsbezirk Allenstein) der preußischen Provinz Ostpreußen gehörte. In der gleichen Zeit war Alt Rudowken dem Standesamt Schimonken (ab 1938 Schmidtsdorf) zugehörig.
1910 zählte Alt Rudowken 222 Einwohner, im Jahre 1933 waren es bereits 236. Am 1. Oktober 1939 schlossen sich die Gemeinden Alt Rudowken und Neu Rudowken zur neuen Gemeinde „Hammerbruch (Ostpr.)“ zusammen. Die Einwohnerzahl belief sich im gleichen Jahr auf 370.
In Kriegsfolge kam der Ort 1945 mit dem gesamten südlichen Ostpreußen zu Polen und erhielt die polnische Namensform „Stara Rudówka“. Das Dorf ist heute Sitz eines Schulzenamtes (polnisch sołectwo) und somit ein Ort im Verbund der Stadt- und Landgemeinde Ryn (Rhein), vom Kreis Sensburg in den Powiat Giżycki (Kreis Lötzen) gewechselt, und vor 1998 der Woiwodschaft Suwałki, seither der Woiwodschaft Ermland-Masuren zugehörig.

## Kirche
Bis 1945 war Alt Rudowken in die evangelische Kirche Schimonken in der Kirchenprovinz Ostpreußen der Kirche der Altpreußischen Union und in die katholische Pfarrkirche St. Adalbert in Sensburg im Bistum Ermland eingepfarrt. Heute gehört Stara Rudówka zur Pfarrgemeinde in Ryn in der Diözese Masuren der Evangelisch-Augsburgischen Kirche in Polen bzw. zur Pfarrkirche Mariä-Himmelfahrt in Szymonka im Bistum Ełk (Lyck) der Römisch-katholischen Kirche in Polen.

## Persönlichkeiten

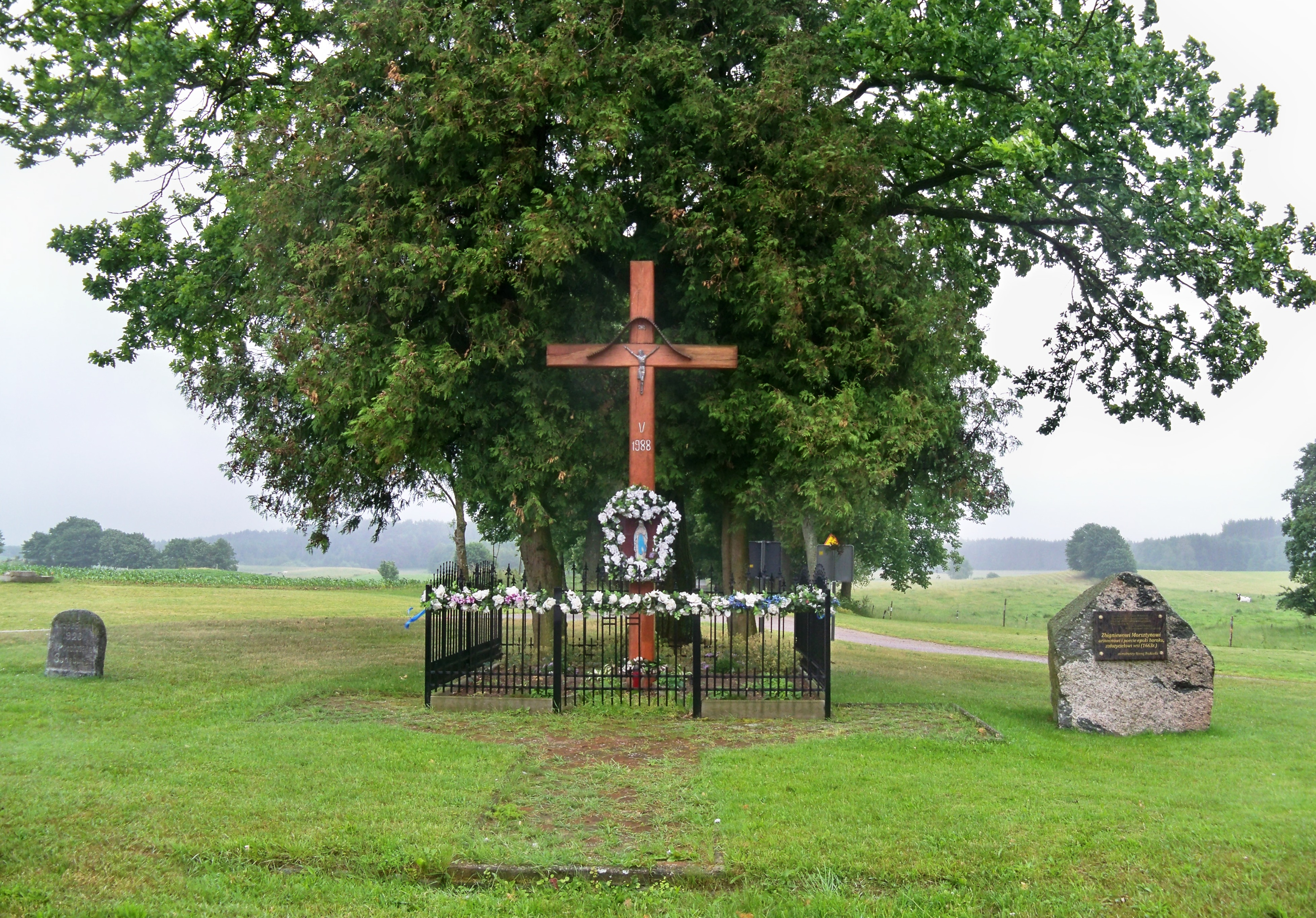
Gedenkstätte für Zbigniew Morsztyn in Stara Rudówka

- Zbigniew Morsztyn (~1628–1689), polnischer Schriftsteller der Barockzeit und Vertreter des polnischen Unitarismus, wurde am 17. Januar 1690 in Rudowken begraben.

## Verkehr
Stara Rudówka liegt an einer Nebenstraße, die die polnische Landesstraße DK 59 (einstige deutsche Reichsstraße 140) bei Ryn (Rhein) mit der Woiwodschaftsstraße DW 643 bei Szymonka (Schimonken, 1938 bis 1945 Schmidtsdorf) verbindet. Außerdem führen Landwegverbindungen von den Nachbarorten Prażmowo (Salpia) sowie Skop (Skoppen, 1938 bis 1945 Reichenstein) und Monetki (Sophienthal) in das Dorf. Eine Bahnanbindung besteht nicht.